# Iriqui Nationalpark
Iriqui Nationalpark er en nationalpark i Marokko og har et areal på 123.000 ha og blev oprettet i 1994.

## Beliggenhed
Iriqui Nationalpark ligger mellem Draa-floden og og det sydlige forland til af Antiatlas i provinserne Zagora og Tata.

## Flora og fauna
Parken er præget af det typiske ørkenlandskab i det sydlige Marokko. Vegetationen består af en skovklædt steppe og savanne med akacier. Nogle af dens klitter er dækket af tamarisk.
I våde perioder bliver Iriquisøen et midlertidigt vådområde og rasteplads og overvintringssted for mange trækfugle, bl.a. flamingoer, blishøns og gæs, hvilket giver parken en vigtig økologisk betydning. Genoprettelse af vådområdet var et af hovedmålene, da parken blev oprettet.
I parken er der kravetrapper, nordafrikanske strudser, mankefår, dorcas gazelle, gemsbok (oryx) og stribede hyener. Der er også et stort antal krybdyr, såsom firben, varaner, kamæleoner, gekkoer og forskellige slanger.

## Befolkning
Bortset fra nogle få bofaste familier er hele befolkningen i området nomader. Sidstnævnte, hovedsageligt fra M'hamid El Ghouzlane, som vandrer i området mellem Figuig og Tan-Tan. Iriqui-området rummer det bedste græsningsområde for dem.

## Turisme
Regionens rige landskab og kulturarv giver parken et vigtigt økoturismepotentiale, der vil være en løftestang for lokal økonomisk udvikling og er en del af en strategi for at styrke turismen i det sydlige Marokko.